# الخطوط الجوية التركية الرحلة 1951
الخطوط التركية رحلة 1951 هو حادث لطائرة تابعة للخطوط التركية من نوع بوينغ 737-800، ورقم التسجيل TC-JGE. كانت في رحلة منتظمة بين إسطنبول بتركيا وأمستردام في هولندا بتاريخ 25 فبراير 2009. وقد سقطت بالقرب من مطار سكيبول (أمستردام) بعد هبوط اضطراري لأن الطيار تعمد الهبوط على مقربة من المطار في أرض زراعية رخوة بعد توقف محركها تجنبا لانفجارها أو سقوط عدد كبير من الضحايا، وقد تسبب ذلك بمقتل 9 أشخاص وجرح 50 شخصا.
وسقطت الطائرة المسماة «تيكيرداغ» في حقل يبعد 500 ياردة (460 متراً) شمال مدرج بولدربان الساعة 9:31 بالتوقيت العالمي (10:31 توقيت وسط أوروبا) بعيد قيامها برحلة من إسطنبول. وانقسمت الطائرة إلى ثلاثة أجزاء وانفصل ذيلها وحدث صدع واسع في جسمها خلف قمرة القيادة مباشرة. ولم تشتعل النيران في الطائرة.

## الخلفية

### الطائرة
تم بناء الطائرة عام 2002 وهي أحدث جيل لطائرات البوينغ 737-800 ورقم تسجيل TC-JGE واسمها تيكيرداغ. وهي من النوع المرقم ب 8F2 والمستخدم بكثرة من قبل الخطوط التركية.

### الرحلة
مجموع من كان بالطائرة هم 127 راكب بالإضافة إلى 7 من الطاقم الطائر. وقد اقلعت من إسطنبول بالساعة 8:22 صباحا بالتوقيت المحلي، (0622 ت ع م) تحت قيادة الكابتن حسن تحسين أريسان، والذي يعتبر من أكثر الطيارين خبرة بالشركة ولديه 15,000 ساعة طيران. وقد عمل بالشركة منذ عام 1996، وعمل قبلها بسلاح الجو التركي، ولديه أكثر من 5,000 ساعة طيران على المقاتلة فانتوم اف-4 II، ومعه مساعده وطيار متدرب.

## الهبوط والحادث

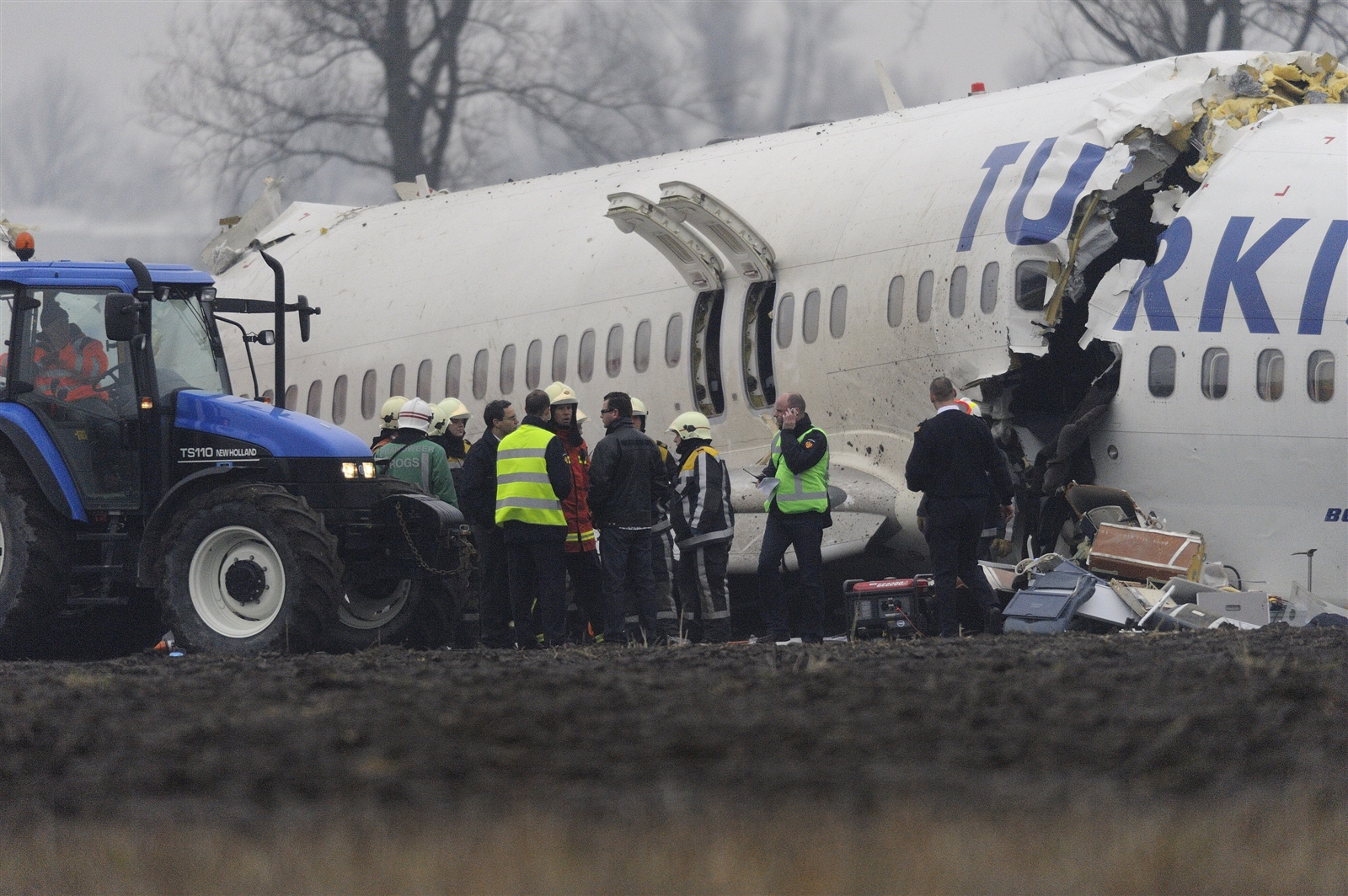
عمليات الإنقاذ بالموقع

Seat map/Plan des sièges

سمح للطائرة بالهبوط على المدرج 18R (ويسمى أيضا مدرج بولدربان) ولكنها نزلت قبل حافة المدرج بمسافة قليلة، حيث انزلقت على الطين داخل أرض زراعية.

وقد تضررت الطائرة بشكل واضح. وانشطر هيكل الطائرة إلى 3 قطع ولكنها لم تحترق. فكلا المحركين أفصلا ووقعا قريبا منها بحوالي 300-متر (980 قدم).
سلطات مطار سخيبول اكدوا وفاة 9 ركاب و86 مصابا خلال مؤتمر صحفي. فالتسعة كانوا 5 مواطنين أتراك و4 مواطنين أمريكان. ومن بين القتلى الكابتن ومساعده وطيار متدرب. وكما يوجد 6 من الركاب حالتهم خطرة، و25 منهم إصابة مستديمة، 24 اصابات طفيفة، أما الباقي وعددهم 31 فلم يتم تقييم درجة الإصابة لديهم بشكل مؤكد.

## بعد الحادث

مخطط لمدرج مطار سخيبول حيث يرى مدرج بولدربان وهو مخطط باللون الأسود بينما وضعت نجمة على موقع سقوط الطائرة

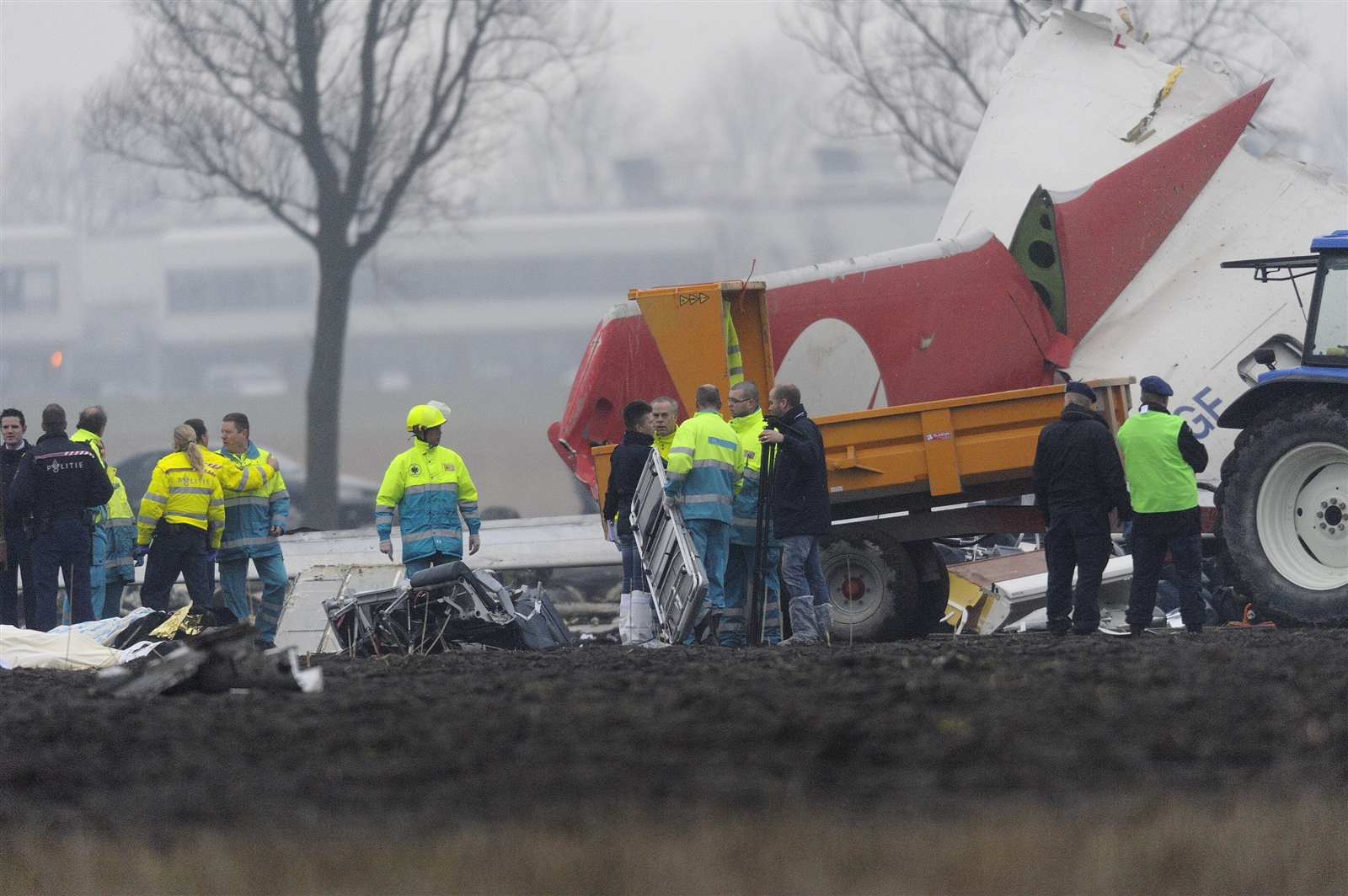
مقطع الذيل والذي كما ذكر قد ارتطم بالأرض أولا.

أشار الناجون وشهود العيان بأن سيارات الإنقاذ قد اخذت من 20 إلى 30 دقيقة للوصول إلى موقع الحادث. بينما ذكر آخرون بأن الإنقاذ قد وصل بسرعة إلى المكان. وقد وصلت 60 سيارة إسعاف بالإضافة إلى 3 مروحيات على الأقل واسطول من سيارات المطافئ. 

وقد تم إزالة جثتي الطاقم الطائر كآخر ماتم نقله من الطائرة، أي حوالي الساعة 20:00، وذلك لأن قمرة القيادة يجب فحصها قبل عمل أي قطع لها للوصول إلى الكابتن ومساعده. وفي حين ادعى بعض الناجين بأن أحد الطيارين كان لايزال حيا بعد الحادث مباشرة. وتم إغلاق الخطوط السريعة المجاورة للمطار للسماح بمرور خدمات الإسعاف والطوارئ من الوصول بسرعة إلى موقع الحادث. وقد تم إرسال أقارب ضحايا الطائرة إلى أمستردام على متن الخطوط التركية بعد الحادث بفترة بسيطة. وتم تعليق جميع الرحلات من وإلى مطار سخيبول حسب الناطق باسم المطار، وحولت بعض الرحلات إلى مطار روتردام.
وقد ادعى وزير النقل التركي وكذلك الإعلام بالبداية بأنه لايوجد قتلى بهذا الحادث ، وهو ماقد ناقضته سلطات المطار في أمستردام. وقد عدل التقرير الأخير بعدد الضحايا وتم التزويد بأرقام أهالي وأصدقاء الضحايا للاتصال بهم.

### قصة الأسرار العسكرية الأمريكية
اتصلت البوينغ بعيد الحادثة بالسفارة الاميركية في لاهاي لابلاغها ان أربعة من موظفيها كانوا عائدين من مهمة في تركيا لحساب وزارة الدفاع الأمريكية، وقد ماتوا جميعا وهم على متن الطائرة التي تحطمت قرب امستردام. وقالت المتحدثة باسم النيابة العامة بهارلم قرب امستردام: انه «بحسب بوينغ، كانت في حوزتهم أربعة أجهزة كومبيوتر محمول تحتوي على معلومات سرية وحساسة»، مؤكدة ان «الولايات المتحدة طلبت منا ان نعيدها إليها». هذه الأجهزة الاربعة تحتوي على مخططات تستخدمها بوينغ لمحطة رادار طائرة عالية التطور تدعى «بيس ايغل» يفترض ان يكون تم تركيبها على طائرة بوينغ 737 تابعة لسلاح الجو التركي.واكدت الصحيفة ان عملاء من مكتب التحقيقات الفدرالي الاميركي «اف بي آي» ارسلوا على وجه السرعة إلى فرانكفورت بألمانيا حيث تمركزوا لحماية هذه الأجهزة. ولكن «ايا من ممثلي الحكومة الاميركية لم يصعد على متن الطائرة» المحطمة.

## التحقيقات
فريق التحقيقات كانت بقيادة المجلس الهولندي للسلامة (بالهولندي: Onderzoeksraad voor Veiligheid)أو (OVV)وبمساعدة خبراء من الخطوط التركية وفريق من المجلس الوطني لسلامة النقلالأمريكي (NTSB) مكون من مستشاري البوينغ ووكالة الطيران الفدرالية، والإدارة العامة للطيران المدني التركي (SHGM)، والمشغل وفرع التحقيق في الحوادث الجوية البريطاني التابع لوزارة النقل، ومكتب التحقيق والتحليل لأمن الطيران المدني التابع للحكومة الفرنسية.
تم أخذ جهاز التسجيل الصوتي (CVR) وجهاز تسجيل معطيات الرحلة (FDR) -وهما مايسمى بالصندوق الأسود- بعد الحادث مباشرة حيث تم نقلهما إلى باريس لقراءة المعلومات المتاحة فيه حول الحادث. وقد طلبت النيابة العامة التابعة لوزارة العدل الهولندية استلام الصندوق الأسود من المجلس الهولندي للسلامة (OVV) وقد رفض المجلس إعطائهم بحجة أن النيابة لها الحق بالتحقيق على الصناديق السوداء فقط في حالات القتل أو القتل العمد أو الاختطاف أو شبهة إرهاب الذي من شأنه أن يبرر إجراء تحقيق من قبل النيابة العامة وهي ليست متوافرة هنا.
تحقيقات الفريق الأولية حسب المعلومات المعطاة والتي تم اعلانها في 4 مارس 2009 تقول بأن عند المرحلة النهائية للوصول في الهبوط، كانت الطائرة مسرعة وفوق مؤشر الانحدار Glideslope، أي 2,000 قدم (610 م) فوق الأرض، فجأة عداد مقياس الارتفاع الراداري الذي بجهة اليسار (جهة الكابتن) تغير من قراءة ارتفاع 1,950 قدم (590 م) إلى قراءة −8 قدم (−2.4 م)، بينما الذي بجهة اليمين (مساعد طيار) ظل يعمل بشكل صحيح. وأظهر التسجيل الصوتي بغرفة القيادة بأن هناك إشارة إنذار صوتي (“TOO LOW!, GEAR!”) تنبه بأن عجلات هبوط الطائرة يجب أن تكون خارجة عندما تكون الطائرة بارتفاع منخفض جدا.
تم سحب ذراع الوقود إلى حالة الدفع الخامل (idle thrust)، ولكن جهاز الدفع الآلي (autothrottle) وبطريقة غير متوقعة أعاد ذراع الوقود إلى حالة التثبيط (retard mode)، والتي هي مصممة بشكل آلي لتقليل دفع المحركات قبل لمس الأرض بفترة بسيطة جدا وعلى ارتفاع 27 قدم (8.2 م) فوق المدرج. حاول الطيار مرة أخرى زيادة دفع المحرك ولكن الدفع الآلي أعاد الذراع إلى حالة الخمول (idle power) كما لو أن الطائرة ستلمس الأرض جدا. أذرعة الوقود للطيار ومساعده بقيت على حالة الخاملة لمدة 100 ثانية وانخفضت سرعة الطائرة إلى 83 عقدة أي أقل ب40 عقدة (75كم/س) عن السرعة الأساس لهبوط الطائرة من خلال مؤشر الانحدار Glideslope. وبدأ هزاز المقود بالاهتزاز عند ارتفاع 150 م (490 قدم) مؤشرا لسقوط الطائرة، فعزز الدفع الآلي ذلك وحاول الكابتن إعطاء أقصى قوة، فتفاعل المحرك مع القوة المعطاة. ولكن لم تتمكن الطائرة من الخروج من المأزق لعدم وجود الارتفاع الكافي للطائرة ولا السرعة المعطاة، فاصطدمت مؤخرة الطائرة بالأرض على سرعة 95 عقدة (176 كم/س; 109 م/س).
لم يكن من المعلوم إن كان الطاقم الطائر مدركين للتناقص القوي في السرعة، أو كانوا يعلمون بأن خطأ قراءة الارتفاع أدى إلى ردة الفعل لدى جهاز الدفع الآلي. فبالإمكان أن يُلغى تأثير الدفع الآلي بإغلاقه عن طريق مفتاحي A/T disengage (أي عزل الدفع الآلي) أو (TO/GA). المعلومات المسجلة بالصندوق الأسود اثبتت بأن هذا الخطا قد تكرر مرتين خلال الثمان عمليات هبوط سابقة، ولكن طاقم ذلك الوقت تصرف بشكل صحيح تجاه ذلك الخطأ وهو فصل الطيران الآلي وزيادة ضخ الوقود. فالتحقيقات جارية لمعرفة لماذا لم يبادر الطاقم بأي تصرف صحيح بعد أن اكتشفا الخلل بعداد مقياس الارتفاع الراداري. وفي ردة فعل تجاه الاستنتاجات الأولية أصدرت البوينغ نشرتها (Multi-Operator Message (MOM) 09-0063-01B)، تحث طياري سلسلة طائرات البوينغ 737 بأهمية مراقبة عدادات السرعة الجوية والارتفاع، وتنصح بعدم استخدام الهبوط الآلي عند حدوث اختلافات في قراءة مقياس الارتفاع الرإداري خلال مرحلة هبوط الطائرة. بعد ظهور التقارير الأولية تجاه الحادث، خلصت الصحافة الهولندية والعالمية بأن سبب الحادث هو تجاهل الطيار. بينما أصرت صحف تركية عديدة بأن هناك أسباب أخرى للحادث.
بدأت عملية استرداد الحطام بتاريخ 9 مارس 2009. وتم نقل جميع اجزاء الطائرة إلى حظيرة مطار سخيبول الشرقية لإعادة ترميمها.

## الركاب

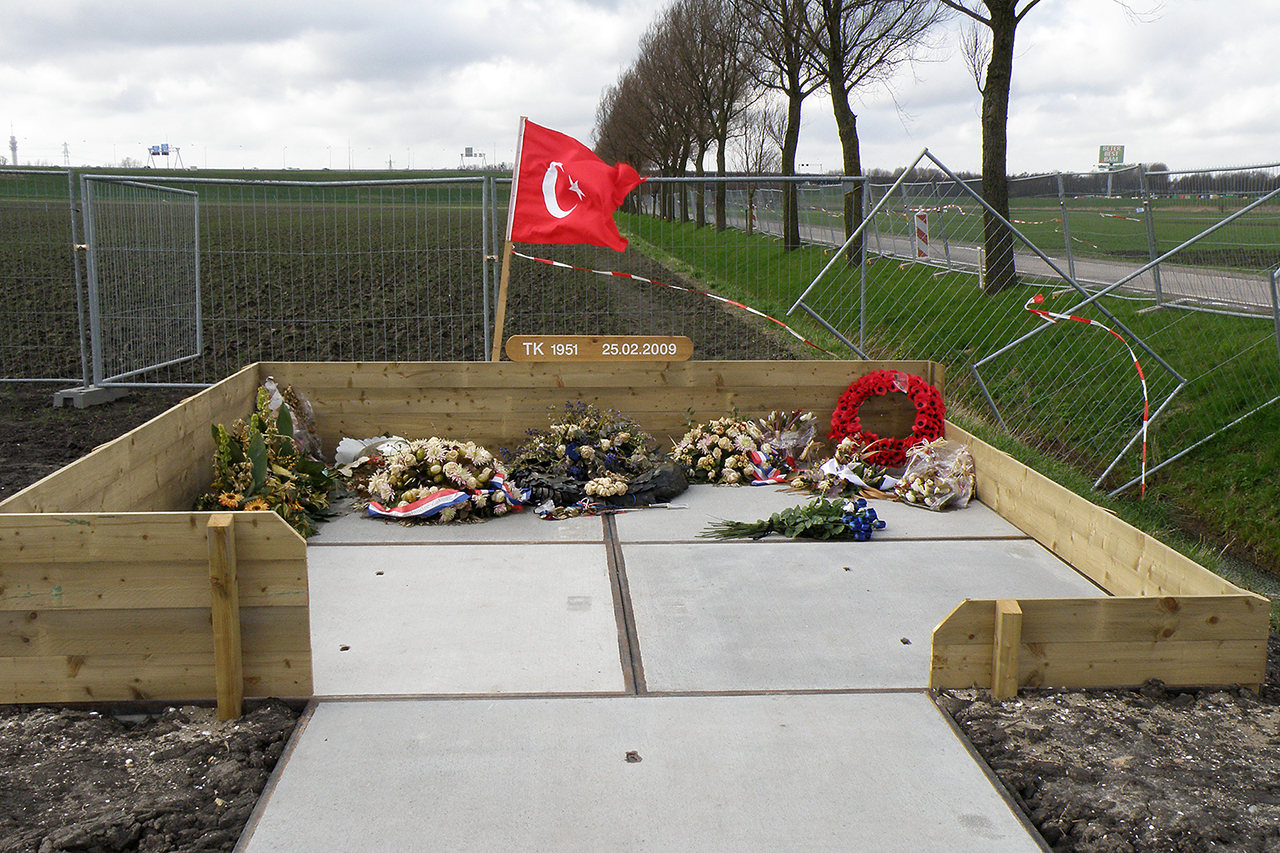
أثر تذكاري بجوار موقع الحادث

أكدت سلطة مطار سخيبول خلال المؤتمر الصحفي بأن عدد القتلى هو 9 ومجموع الجرحى هم 86. خمسة من القتلى هم مواطنون أتراك، وهم الطيار ومساعده وطيار متدرب وأحد طاقم الضيافة. والأربعة الباقون أمريكان، وهم موظفون بشركة البوينغ ويعملون ببرنامج نظام الإنذار المبكر والتحكم أو مايسمى الأواكس لدى الجيش التركي. وقالت التقارير الأولية بأن هناك 6 ركاب بحالة حرجة، و25 أصاباتهم مستديمة، 24 جروح طفيفة، و31 مصاب لم تتأكد خطورة اصابتهم. وقد أعطت الخطوط التركية قائمة بأسماء الركاب بعد ساعات من الحادث. وحددت السلطات الهولندية في اليوم التالي بأن الطائرة كانت تحمل 53 راكبا هولنديا و51 تركيا و7 أمريكان و3 بريطانيون، وألماني وبلغاري وإيطالي وشخص ربما كان تايلندي أو تايواني.
| الجنسية          | المسافرون/الطاقم | الوفيات   |
| ---------------- | ---------------- | --------- |
| هولندا           | 53               | 0         |
| تركيا            | 51 (7 طاقم)      | 5 (4طاقم) |
| الولايات المتحدة | 7                | 4         |
| المملكة المتحدة  | 3                | 0         |
| ألمانيا          | 1                | 0         |
| بلغاريا          | 1                | 0         |
| إيطاليا          | 1                | 0         |
| تايلاند          | 1                | 0         |
| اجمالي           | 118              | 9         |